# Sant Pere de Sant Domí
Sant Pere de Sant Domí és una església del poble de Sant Domí, al municipi de Sant Guim de Freixenet (Segarra) inclosa a l'Inventari del Patrimoni Arquitectònic de Catalunya.

## Descripció
És una església molt remodelada i situada en una plaça, fora del clos primitiu del poble. Es tracta d'un edifici d'una sola nau, de planta rectangular, coberta de doble vessant, ràfec de teula i maó al voltant del seu perímetre, i capçada amb un absis de planta rectangular. Les restes del primitiu absis es troben a la seva façana est, on es pot veure un quart de cercle de la seva estructura original.

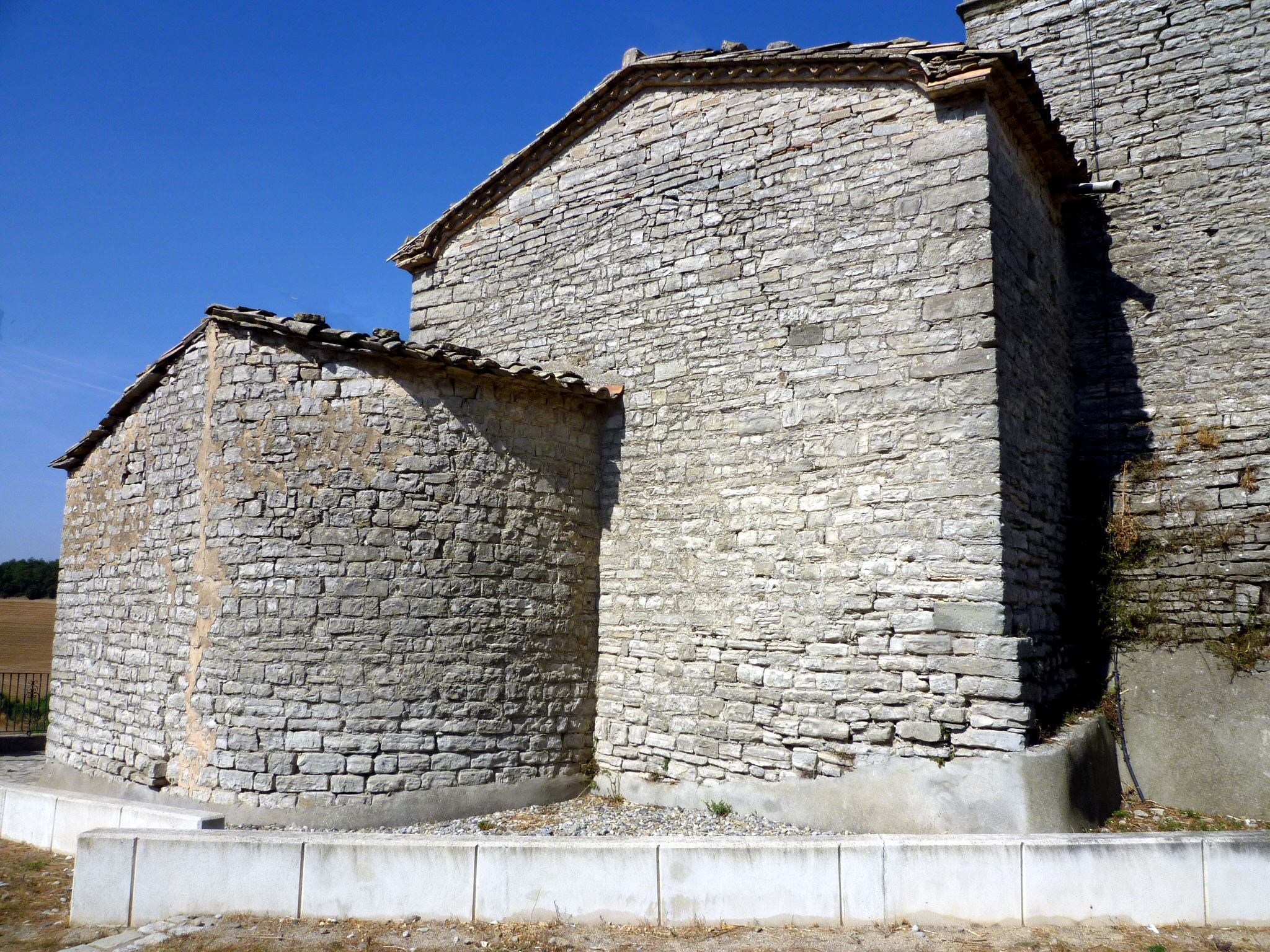
Part de l'absis primitiva

Aquest edifici també té dues capelles laterals disposades a manera de transsepte o creuer cobertes a un vessant. Destaquem la torre campanar de planta quadrada, amb quadre ulls i situada en un angle de la capçalera. A la façana principal hi ha la porta d'accés d'estructura allindada, sobre la qual hi ha obert un ócul. Presenta un parament de paredat amb pedra del país treballat a escarpa i maceta, amb. presència de carreus a les obertures dels ulls de la torre campanar.

## Història
L'antiga parròquia fou dedicada a Sant Domí, tal com s'indica a documents del bisbat de Vic als segles xi i xii, al que està vinculada fins al 1957, moment en què passa a formar part del de Solsona. Tal com s'indica a la documentació de la visita pastoral d'Antoni Pasqual el 1685 depenien d'ella la Capella de Sant Cosme i Sant Damià d'Amorós i l'església de Santa Maria del Castell. A partir de 1943 va deixar de ser parròquia i passà a dependre de la de Sant Guim de Freixenet.